# Roverbella
Roverbella é uma comuna italiana da região da Lombardia, província de Mântua, com cerca de 7.693 habitantes. Estende-se por uma área de 63 km², tendo uma densidade populacional de 122 hab/km². Faz fronteira com Castelbelforte, Marmirolo, Mozzecane (VR), Nogarole Rocca (VR), Porto Mantovano, San Giorgio di Mantova, Trevenzuolo (VR), Valeggio sul Mincio (VR).

## Demografia
| Variação demográfica do município entre 1861 e 2011                               |
|                                                                                   |
| Fonte: Istituto Nazionale di Statistica (ISTAT) - Elaboração gráfica da Wikipedia |